# Chile Chico
Chile Chico ist eine Stadt im Süden des südamerikanischen Anden-Staates Chile. Sie liegt in der Región de Aisén (Region XI). Die Stadt liegt rund 130 km südöstlich von Coyhaique am größten See Chiles, dem Lago Buenos Aires/Lago General Carrera. Sie hat 4865 Einwohner (2017).

## Geografie
Die Stadt liegt am südlichen Ufer des riesigen Sees Lago General Carrera mündet. Die Stadt ist eine wichtige Grenzstadt zu Argentinien.
Der Lago General Carrera besitzt eine Fläche von rund 2200 km².
Das Klima ist aufgrund der Seelage für die südliche Lage noch angenehm, man nennt die Stadt auch Ciudad del Sol.

## Geschichte

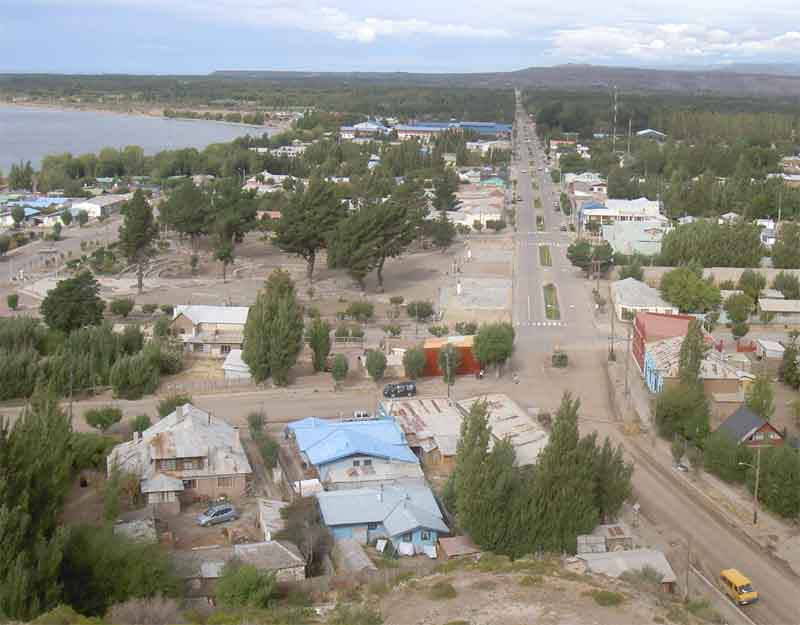
Chile Chico am Lago General Carrera

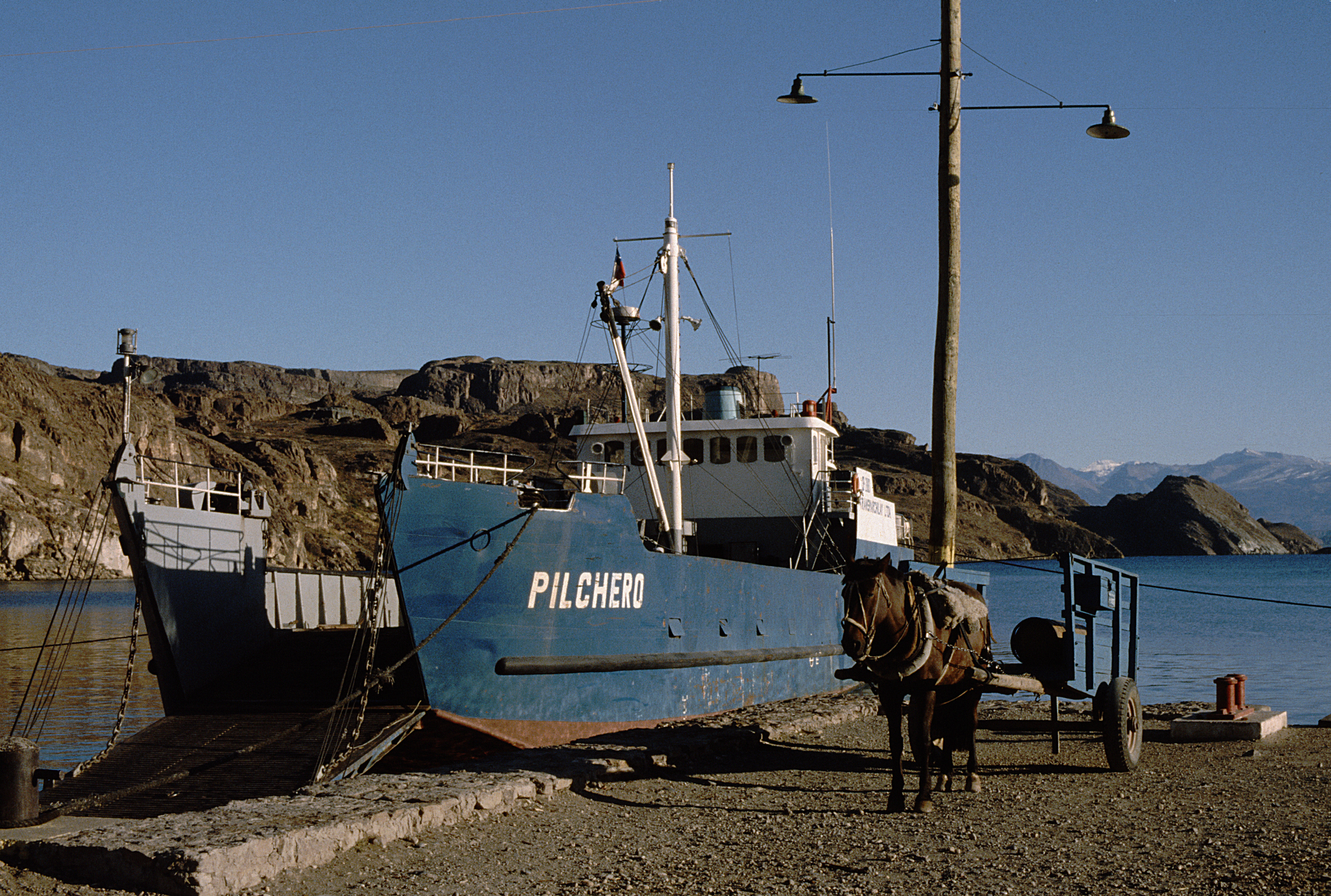
Fähranleger am Lago General Carrera / Lago Buenos Aires

Die ersten Familien kamen um 1909 aus Argentinien nach Chile Chico. 1917 kam es zum Krieg um Landrechte, dem 'Guerra de Chile Chico'. Der Staat hatte die Landrechte an den Schweden Carlos von Flack vergeben und die Siedler praktisch enteignet. Der Aufstand der Siedler wurde in ganz Chile bekannt, sodass die Regierung 1918 die Landrechte wieder an die Siedler zurückgab.
Die Stadt wurde offiziell am 21. Mai 1929 gegründet. Der Anschluss an die große Fernstraße Carretera Austral erfolgte Anfang der 90er Jahre.
1971 und 1991 wurde die Stadt von großen Ascheregen des Vulkans Cerro Hudson überzogen. Der Vulkan liegt nordwestlich der Stadt mit einer Höhe von 1.905 m.

## Wirtschaft
Die Stadt lebt hauptsächlich vom Fischfang, der Landwirtschaft mit Schafzucht, von Früchten wie Aprikosen und Kirschen, die in diesem Mikroklima besonders gut reifen, dem Güterverkehr nach Argentinien und vom Tourismus um den Lago General Carrera/Lago Buenos Aires. Westlich der Stadt liegen einige Goldminen.

## Tourismus
Fährfahrten auf dem Lago General Carrera sind beliebte Touristenausflüge. Es führt eine Fähre von Chile Chico nach Puerto Ingeniero Ibáñez auf der nördlichen Seeseite. In der Nähe befindet sich der größte und wichtigste Flughafen der Region, El Portezuelo und Los Antiguos in Argentinien.
Westlich der Stadt führt die kurvenreiche Straße Paso Las Llaves durch herrliche Berggegenden.
Das Chile-Chico-Museum und -Kulturzentrum zeigt landestypische Kunst, Fossilien und Minerale. Es kann das Museumsschiff El Andes besichtigt werden, welches früher den Lago General Carrera befuhr.
60 km südlich der Stadt liegt das Naturreservat Lago Jeinimeni mit großen Wäldern.